# Charles Boyle, 3. Earl of Cork

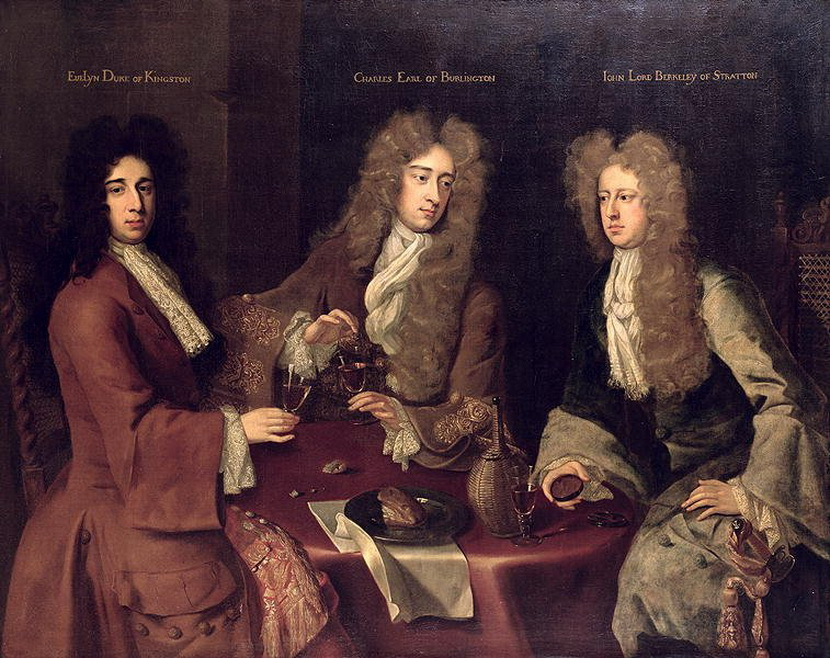
Charles Boyle, 3. Earl of Cork, 2. Earl of Burlington (Mitte), mit dem 1. Duke of Kingston (links) und dem 3. Baron Berkeley of Stratton (rechts)

Charles Boyle, 3. Earl of Cork, 2. Earl of Burlington (* vor 1674; † 9. Februar 1704 in Chiswick) war ein englischer Adliger und Politiker.

## Leben
Er war der ältere Sohn des Charles Boyle, 3. Viscount Dungarvan (1639–1694) und der Lady Jane Seymour (1637–1679), Tochter des William Seymour, 2. Duke of Somerset. Väterlicherseits war er ein Enkel des Richard Boyle, 2. Earl of Cork, 1. Earl of Burlington (1612–1698).
1690 wurde er als Abgeordneter für das Borough Appleby in Westmorland ins englische House of Commons gewählt. Im Parlament gehörte er zur Partei der Torys. Er hatte das Unterhausmandat bis 1694 inne, als er beim Tod seines Vaters dessen Titel als 4. Viscount Dungarvan, 3. Baron Clifford of Lanesborough und 4. Baron Clifford erbte. Er wurde dadurch Mitglied sowohl des englischen als auch des irischen House of Lords. Bereits 1691 war er zum Gouverneur des County Cork ernannt worden.
1695 wurde er zum Lord High Treasurer von Irland ernannt und ins irische Privy Council aufgenommen. Von 1697 bis 1702 hatte er zudem das Hofamt des Gentleman of the Bedchamber für König Wilhelm III. inne.
Als 1698 sein Großvater starb, erbte er auch dessen Adelstitel als 3. Earl of Cork, 2. Earl of Burlington, 3. Viscount Boyle of Kinalmeaky und 3. Baron Boyle of Youghal.
Ab 1699 hatte er auch das Amt des Lord Lieutenant der West Riding of Yorkshire und ab 1701 auch das des Vice-Admiral von Yorkshire inne. 1702 wurde er auch ins englische Privy Council aufgenommen. Ab 1702 gehörte er zu den Unterhändlern die für das Königreich England die Verhandlungen mit dem Königreich Schottland über eine mögliche Union führten.
Er starb am 9. Februar 1704 in seinem Haus in Chiswick bei London und wurde am 28. Februar 1704 in der Familiengruft in Londesborough, Yorkshire, bestattet. Seine Adelstitel erbte sein Sohn Richard.

## Familie
Am 26. Januar 1688 heiratete er Juliana Noel (1672–1750), Hofdame bei Queen Anne, Tochter des Hon. Henry Noel, Gutsherr von Luffenham in Rutland. Mit ihr hatte er einen Sohn und drei Töchter:
- Richard Boyle, 4. Earl of Cork, 3. Earl of Burlington (1694–1753);
- Lady Elizabeth Boyle († 1751) ⚭ 1719 Sir Henry Bedingfeld, 3. Baronet († 1760);
- Lady Juliana Boyle († 1739) ⚭ 1720 Charles Bruce, 4. Earl of Elgin, 3. Earl of Ailesbury († 1747);
- Lady Henrietta Boyle (1701–1746) ⚭ 1726 Henry Boyle, 1. Earl of Shannon († 1764).